# Magnus Grupe
Magnus Grupe (* 12. November 2004 in Weinheim) ist ein deutscher Handballspieler. Als Rückraumspieler (Mitte oder links) spielt er für den Zweitligisten HBW Balingen-Weilstetten und ist Jugend-Nationalspieler.

## Karriere

### Im Verein
Magnus Grupe wuchs in einer Handballerfamilie auf, sein Vater Jochen Grupe war ein erfolgreicher Handballspieler und Trainer. Seine Mutter Meike Grupe spielte in der Handball-Bundesliga (TSG Ketsch) und gewann mit dem TuS Alstertal zweimal die Deutsche Meisterschaft der weiblichen A-Jugend. Der ein Jahr ältere Bruder Mats Grupe spielte bis Ende 2022 immer mit Magnus in der gleichen Zeit in denselben Vereinen.
Magnus Grupe begann bei den Minis der SG Leutershausen und wechselte im Alter von 8 Jahren zur HSG Weinheim/Oberflockenbach. Im Juli 2017 wechselte er zur C-Jugend der Rhein-Neckar-Löwen, wo er in beiden C-Jugend-Saisons jeweils die Badenliga und den Baden-Württemberg-Pokal gewann. Nach den Unterbrechungen durch die Corona-Pandemie wurde er in der Saison 2020/21 mit der B-Jugend (U17) Deutscher Vizemeister. In seiner ersten A-Jugend-(U19-)Saison 2021/22 in der Jugend-Handball-Bundesliga (JBLH) gewann Magnus Grupe mit den U19-Junglöwen die Deutsche A-Jugend-Meisterschaft im Finale gegen die Füchse Berlin. Außerdem spielte er in dieser Saison auch bei den Rhein-Neckar Löwen II und gewann mit der zweiten Mannschaft den Meistertitel in der 3. Liga, Staffel F. Auch in der JBLH-Saison 2022/23 erreichte Grupe als Spielmacher und wichtiger Abwehrspieler im Innenblock mit der U19 das Finale um die deutsche Meisterschaft, in dem die Mannschaft dieses Jahr allerdings gegen die Füchse Berlin unterlag. Er verletzte sich kurz vor Saisonende und konnte der Mannschaft in den Finalspielen nicht mehr helfen.
Am 26. Dezember 2022 feierte Grupe sein Debüt in der 1. Bundesliga, beim 37:27-Heimsieg gegen die ASV Hamm-Westfalen und warf sein erstes Bundesligator. Für die Saison 2023/24 bekam Magnus Grupe einen Profivertrag bei den Rhein-Neckar-Löwen. Nach seiner Verletzung im Frühjahr 2023 sammelte er ab Januar 2024 regelmäßige Spielpraxis in der 3. Liga und wurde zum Saisonende auch immer wieder in der ersten Mannschaft eingesetzt. Sein Vertrag wurde um zwei weitere Jahre verlängert, für die Saison 2024/25 wurde er mit einem Zweitspielrecht an die Eulen Ludwigshafen ausgeliehen, um sich in der 2. Bundesliga weiterzuentwickeln.
Grupe löste im März 2025 seinen Vertrag mit den Rhein-Neckar Löwen auf und schloss sich dem Zweitligisten HBW Balingen-Weilstetten an. Zugleich endete seine Leihe an den Eulen Ludwigshafen.

### In der Nationalmannschaft
Im Juni 2021 kam Magnus Grupe zu seinen ersten Einsätzen in der U17-Nationalmannschaft bei zwei Testspielen gegen Frankreich im Rahmen des Deutsch-Französischen Jugendwerks. In der U18-Nationalmannschaft wurde er zum Stammspieler und gewann mit dem Team die Bronzemedaille bei der U18-Europameisterschaft in Montenegro. Als zentraler Abwehrspieler belegte er mit der U20-Nationalmannschaft den vierten Platz bei der U20-Europameisterschaft in Slowenien.

## Erfolge
- 2021: Deutscher Vize-Meister B-Jugend mit der U17 der Rhein-Neckar Löwen
- 2022: Deutscher A-Jugend-Meister mit der U19 der Rhein-Neckar-Löwen
- 2022: Meister in der 3. Liga, Staffel F, mit den Rhein-Neckar-Löwen II
- 2022: Bronzemedaille bei der U18-Europameisterschaft mit der U18-Nationalmannschaft
- 2023: Deutscher Vize-Meister A-Jugend mit der U19 der Rhein-Neckar Löwen